# Sphinxgrotte
Die Sphinxgrotte als Wohnung der Sphinx an den Klippen eines Felsens mit der Sphinx fand nicht nur in der Kunst und Literatur als Motiv ihren Niederschlag, sondern auch als Bezeichnung geologischer Gebilde wie Grotten am Meer bzw. an einer Felswand. Bei beiden gibt es also einen Rückbezug auf die Mythologie des ägyptischen und griechischen Altertums.

## Die Sphinxgrotte in der Kunst und Literatur

### Parkgestaltung

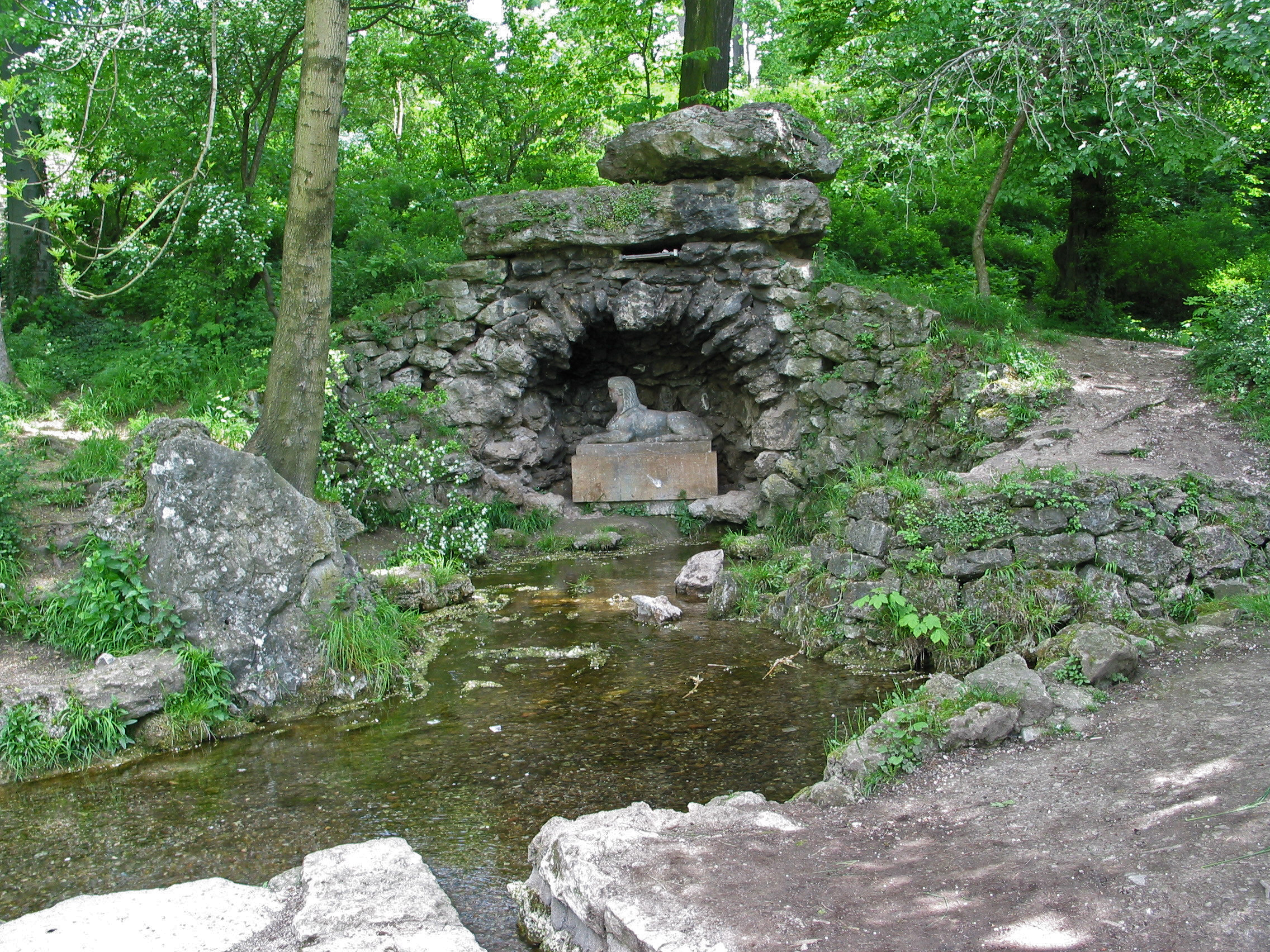
Sphinxgrotte im Park an der Ilm in Weimar

Die (griech.) Sphinx oder der (ägypt.) Sphinx hat bei Tempeln oder auch Grotten die Rolle einer Wächterin bzw. eines Wächters, jeden mit dem Tod bestrafend, der ein aufgegebenes Rätsel nicht zu lösen vermag. Sie ist Schutzgeist der Tempel und der Wohnungen der Toten in der ägyptischen und griechischen Mythologie, bewohnt in der griechischen Mythologie auch eine auf dem Weg nach Theben in Böotien. Dieses ist auch oft mit Bezügen zur Freimaurerei zu finden, gewissermaßen als Ort einer mystischen Initiation, kann aber auch dazu dienen den Besucher in eine Stimmung des Innehaltens zu versetzen, ohne dass bei der Errichtung einer solchen ein Bezug zur Freimaurerei gegeben ist. So ist es laut Susanne Müller-Wolff bei der Sphinxgrotte an der Leutraquelle in Weimar im Park an der Ilm gemeint. Die Bedeutung der Grotte als Parkelement war laut Wolfgang Huschke „ganz dem empfindsamen Geist der Zeit entsprechend, den Beschauer in eine melancholische Stimmung zu versetzen“.
Der Legende nach soll diese Stelle in Weimar der bevorzugte Aufenthaltsort des Komponisten Franz Liszt gewesen sein. Von dem zur Weimarer Malerschule zuzurechnenden Maler Franz Gustav Arndt gibt es im Liszt-Haus Weimar ein Bild, welches sich auf ein Musikwerk Liszt's, die Consolation's (Tröstungen) bezieht. Ein Detail im linken Bildhintergrund könnte als grottenartig verstanden werden und somit auf die Legende verweisen, dass die Sphinxgrotte Liszt`s bevorzugter Aufenthaltsort gewesen sein soll. Doch das ist hier nicht gemeint!

### Malerei und Graphik
Nicht nur in der Parkgestaltung wie in Weimar fand dieses Motiv Verwendung, sondern u. a. auch in der graphischen Kunst. Selbst die Weimarer Sphinxgrotte war u. a. bei Georg Melchior Kraus und Konrad Horny wiederholt graphisch erfasst worden. Bei dem französischen Maler und Zeichner Gustave Moreau ist eine Sphinx mit einem Dichter in einer Grotte als Motiv für ein Aquarell mit Gouache auf Papier (1840–1898) gewählt worden mit dem Titel: Sphinx in einer Grotte (Dichter, König und Krieger), welches sich im Metropolitan Museum of Art befindet. Moreau, der dem Symbolismus zuzurechnen ist, zeigt hier auf entsprechend symbolhafte Art, dass weder Kraft und Stärke (Krieger), noch Macht (König) noch Weisheit und Kunst (Dichter) es vermögen dem unvermeidlichen Schicksal zu entfliehen. Bei Moreau ist die Sphinx wiederholt Motiv gewesen. Beispielhaft sei hier sein Werk Ödipus und die Sphinx genannt. Hier allerdings löst Ödipus das Rätsel, worauf sich die Sphinx in den Abgrund stürzt. Bei Jean-Auguste-Dominique Ingres in der Fassung von 1808 in Öl auf Leinwand ist der Ödipus allerdings vor einer Grotte sich auf  einen Stein abstützend dargestellt, aus welcher die geflügelte Sphinx heraus ihn ansieht und wohl auch das Rätsel aufgibt.

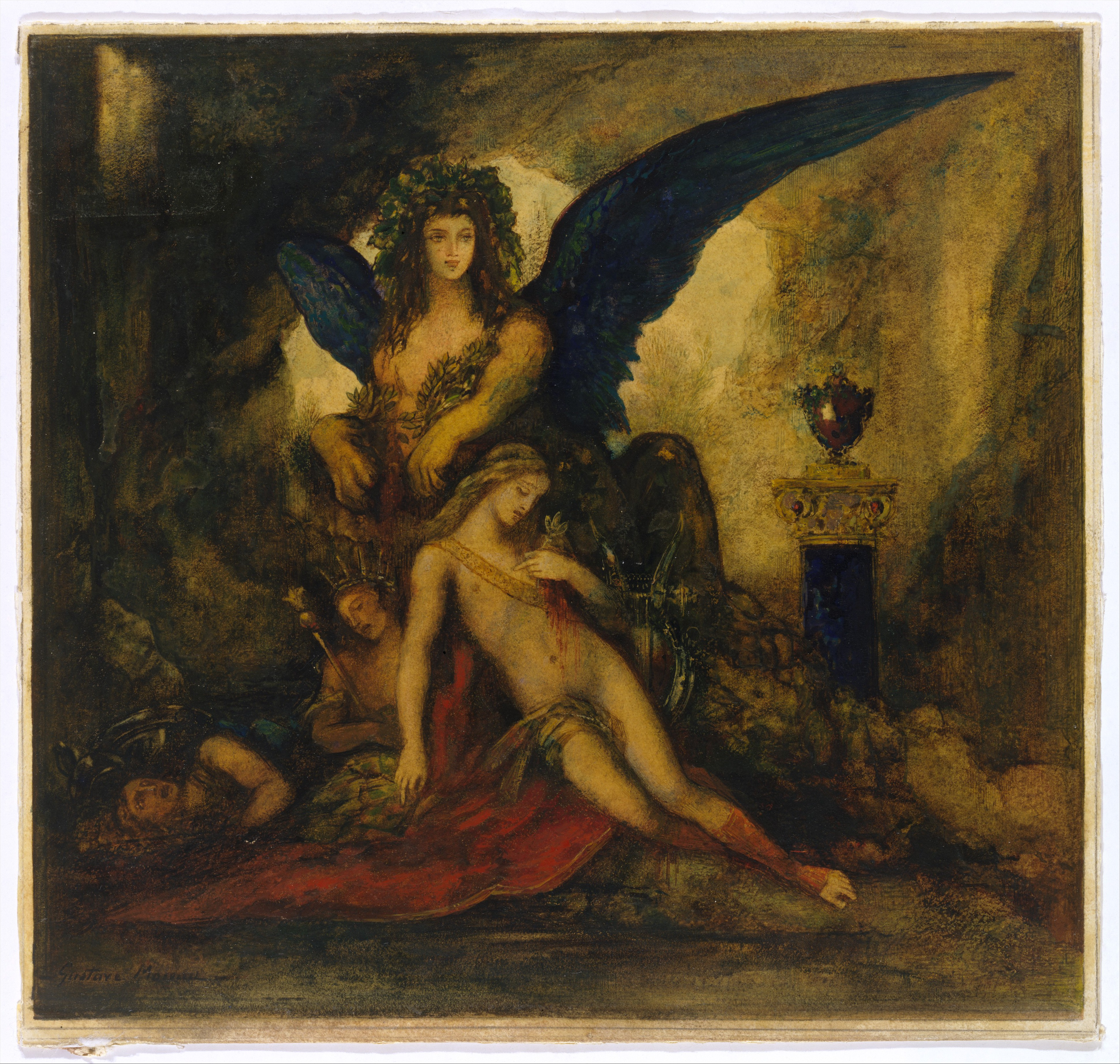
Sphinx in der Grotte (Dichter, König und Krieger) von Gustave Moreau
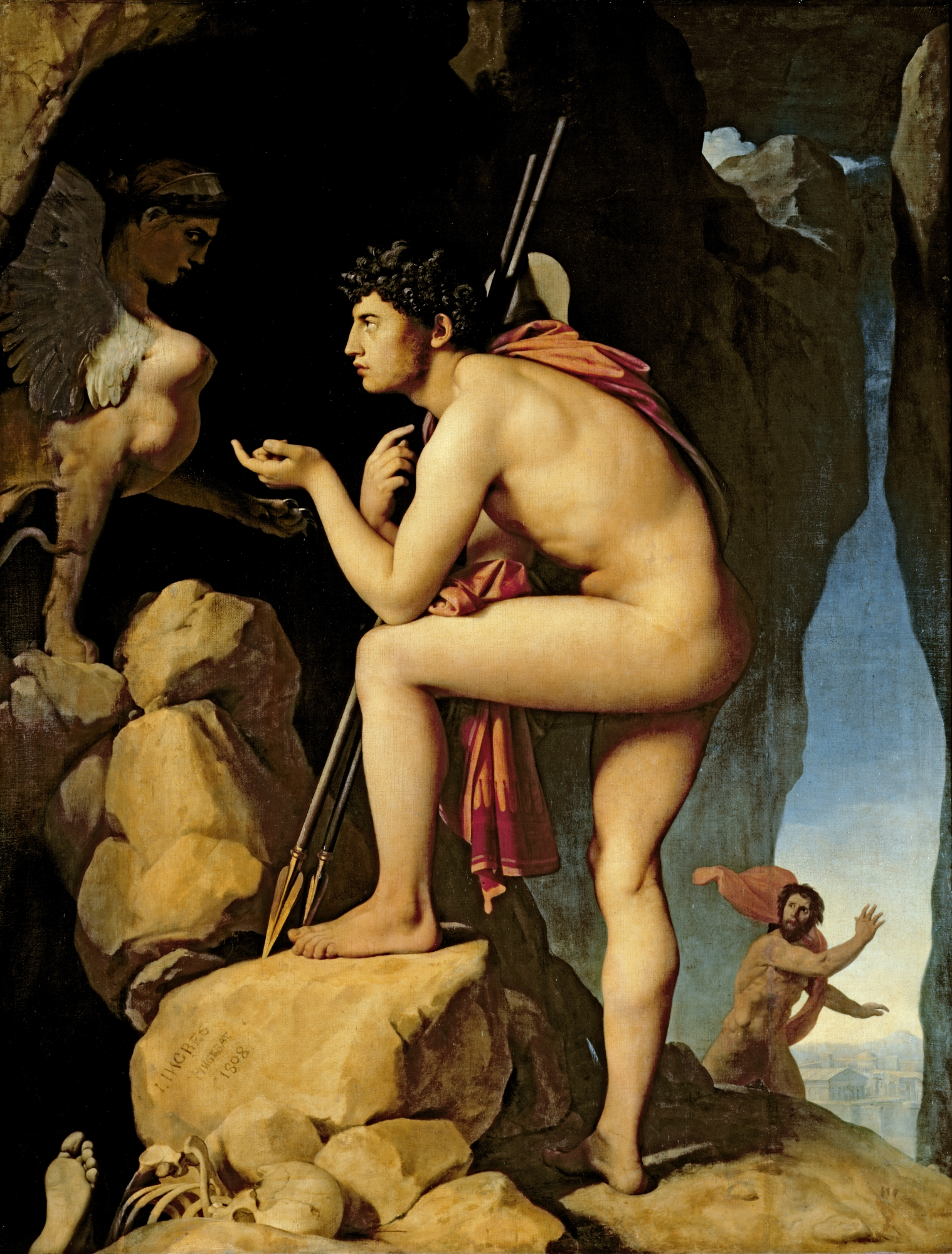
Ödipus und die Sphinx von Ingres

## Die Sphinxgrotte in der Topographie
In der Nähe von Le Pouliguen an der Côte d’Amour („Liebesküste“), die aber auch Côte Sauvage („Wilde Küste“) genannt wird, gibt es zahlreiche Grotten. Eine davon heißt direkt „Grotte du Sphinx“, also Sphinxgrotte. Die Mythologie fand hier jedenfalls Eingang in die Ortsbezeichnung. Das ist wohl nicht die einzige Stelle, wo das der Fall zu sein scheint. Unweit des Genfersees auf der französischen Seite gibt es eine Grotte de la Mule, also Maultiergrotte, die auch Sphinx-Grotte genannt wird, weil sie an der sog. Sphinx-Wand am Salève sich befindet. Dieser nur 6 Kilometer von der schweizerischen Stadt Genf entfernte Berg gilt als deren „Hausberg“. In der Höhle selbst befindet sich ein steinernes Gebilde, welches Sphinx genannt wird. Diese Bezeichnung ist nicht auf Europa beschränkt, sondern findet auch in Fernostasien. In Vietnam bei Tonkin in der Bucht Vịnh Hạ Long existierte ein le Sphinx et la Grotte de la Surprise bezeichnetes Gebilde, wovon es auch Ansichten von Postkarten gibt. Dieses sind sicher nicht alle als Sphinxgrotte bezeichneten Höhlen, die es gibt.

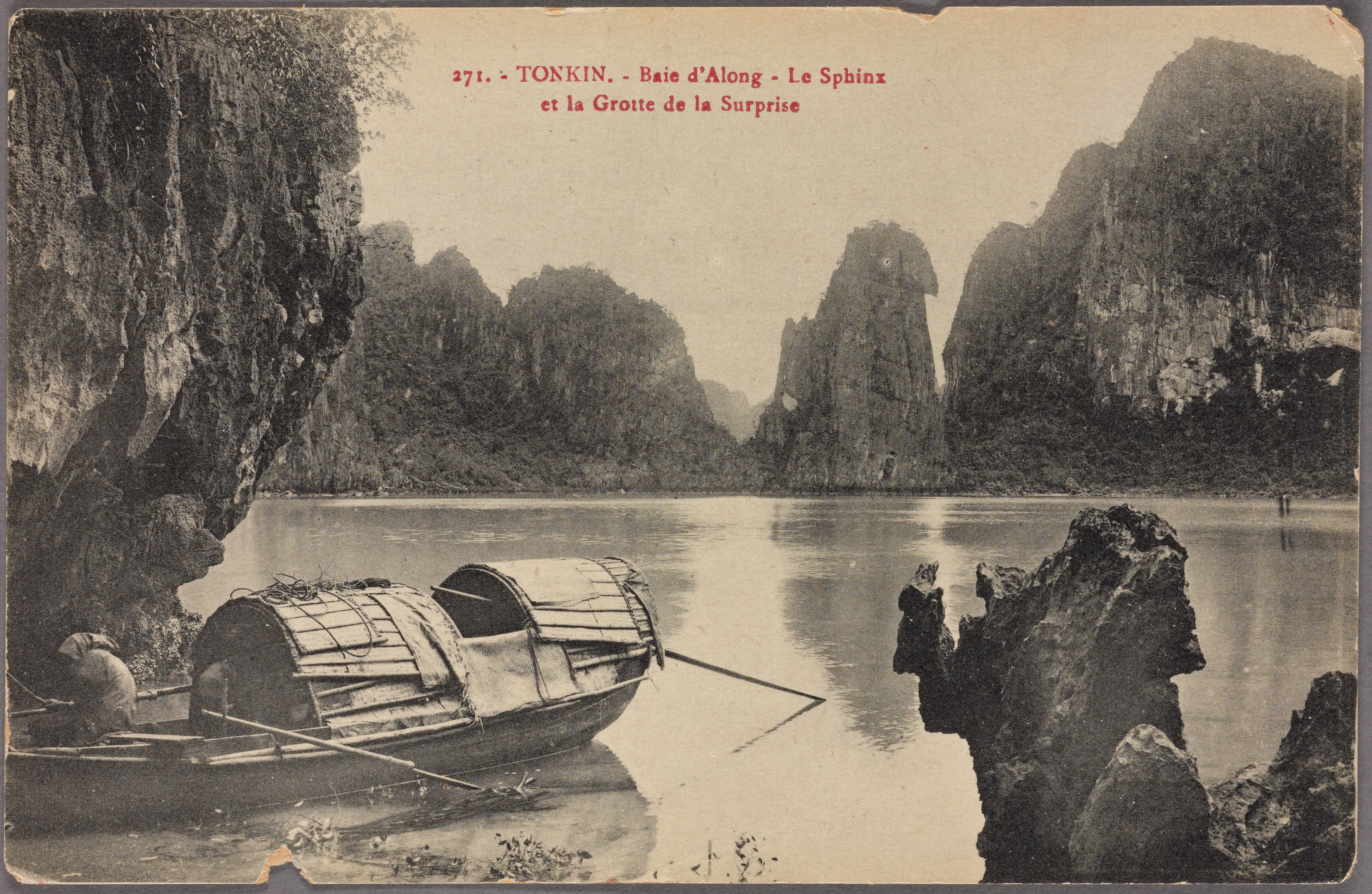
Alte Ansichtskarte Tonkin. Baie d'Along – Le Sphinx et la Grotte de la Surprise